# Idaea aureolaria
Idaea aureolaria är en fjärilsart som beskrevs av Ignaz Schiffermüller 1775. Idaea aureolaria ingår i släktet Idaea och familjen mätare. Inga underarter finns listade i Catalogue of Life.

## Bildgalleri

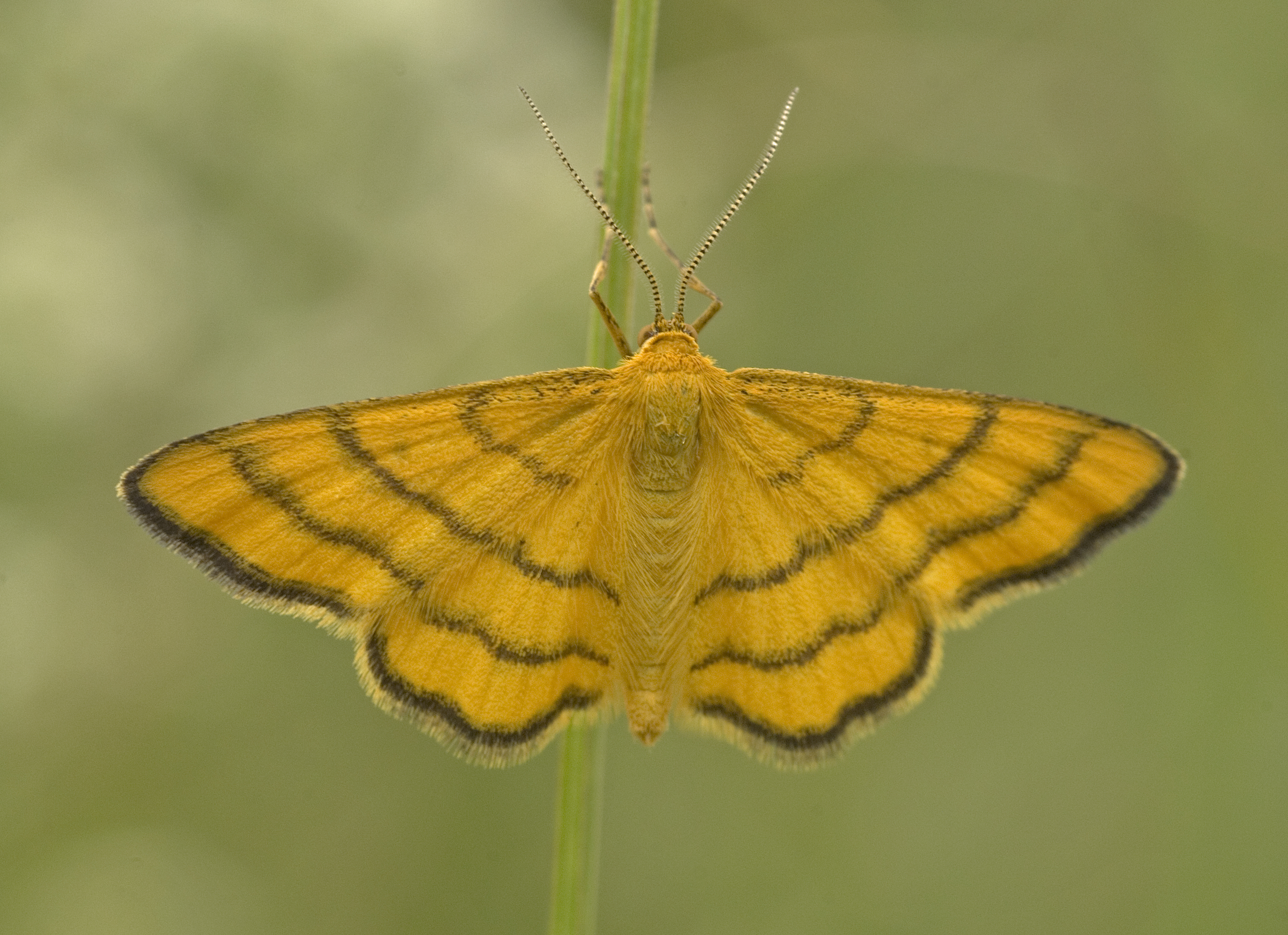